# 中国气象学会
中国气象学会是中国气象学领域的学术团体，1924年成立，隶属于中国科学技术协会。

## 概况
1924年10月10日，高鲁、蒋丙然、竺可桢等知名学者在青岛成立中国气象学会，是中国最早成立的全国自然科学学会之一。中华人民共和国成立后在北京重建，1958年起隶属于中国科学技术协会。文化大革命期间学术活被迫停止，1978年恢复。
目前学会下设大气物理及人工影响天气委员会、农业气象与生态学委员会等共35个学科委员会。

## 出版刊物
- 《气象学报》（中文，学术期刊）
- Journal of Meteorological Research（英文，学术期刊，曾用名Acta Meteorologica Sinica）
- 《气象知识》（科普期刊）[2]